# Emathis minuta
Emathis minuta là một loài nhện trong họ Salticidae.
Loài này thuộc chi Emathis. Emathis minuta được Alexander Petrunkevitch miêu tả năm 1930.